# Serica iricolor
Serica iricolor är en skalbaggsart som beskrevs av Thomas Say 1824. Serica iricolor ingår i släktet Serica och familjen Melolonthidae. Inga underarter finns listade i Catalogue of Life.